# Zrinka Šimić-Kanaet
Zrinka Šimić-Kanaet född 21 maj 1956 i Sarajevo är en kroatisk arkeolog.
Hon föddes i Sarajevo 1956. Han avslutade grundskolan och den klassiska gymnasieskolan i Zagreb. Hon tog examen i arkeologi och italienskt språk och litteratur 1980 vid filosofiska fakulteten, universitetet i Zagreb. Hon tog sin magisterexamen från samma fakultet 1990 och sin doktorsexamen 2009.
Från 1984 till 2005 var hon chefsbibliotekarie vid arkeologiska institutionen vid filosofiska fakulteten i Zagreb. Sedan 2005 har han undervisat på grund- och forskarnivå i arkeologi. Hon är medlem i Kroatiska arkeologiska föreningen och International Lychnological Association. Hon deltog i de arkeologiska utgrävningarna av Siscia (Sisak), Cibalae (Vinkovci), Mursa (Osijek), Vučedol, Kaniška Iva, Krk, Bribir och Tilurium (Gardun). Hon var gästprofessor vid universitetet i Sarajevo.